# 제노바 수족관
제노바 수족관(이탈리아어: Acquario di Genova)은 이탈리아 제노바에 있는 수족관이다. 이탈리아에서 제일 규모가 크다.